# 三氟甲磺酸鋰
三氟甲磺酸锂（簡稱：LiOTf）是一种鹽，其化學式為 LiCF3SO3 。它由鋰正離子 (Li+ ) 和三氟甲磺酸根 (CF3 SO3- ; TfO- ) 所组成。它可由三氧化硫和三氟甲烷反应后，再和碳酸锂反应制备。此鹽具有吸濕性，並可用于鋰離子電池之生產。

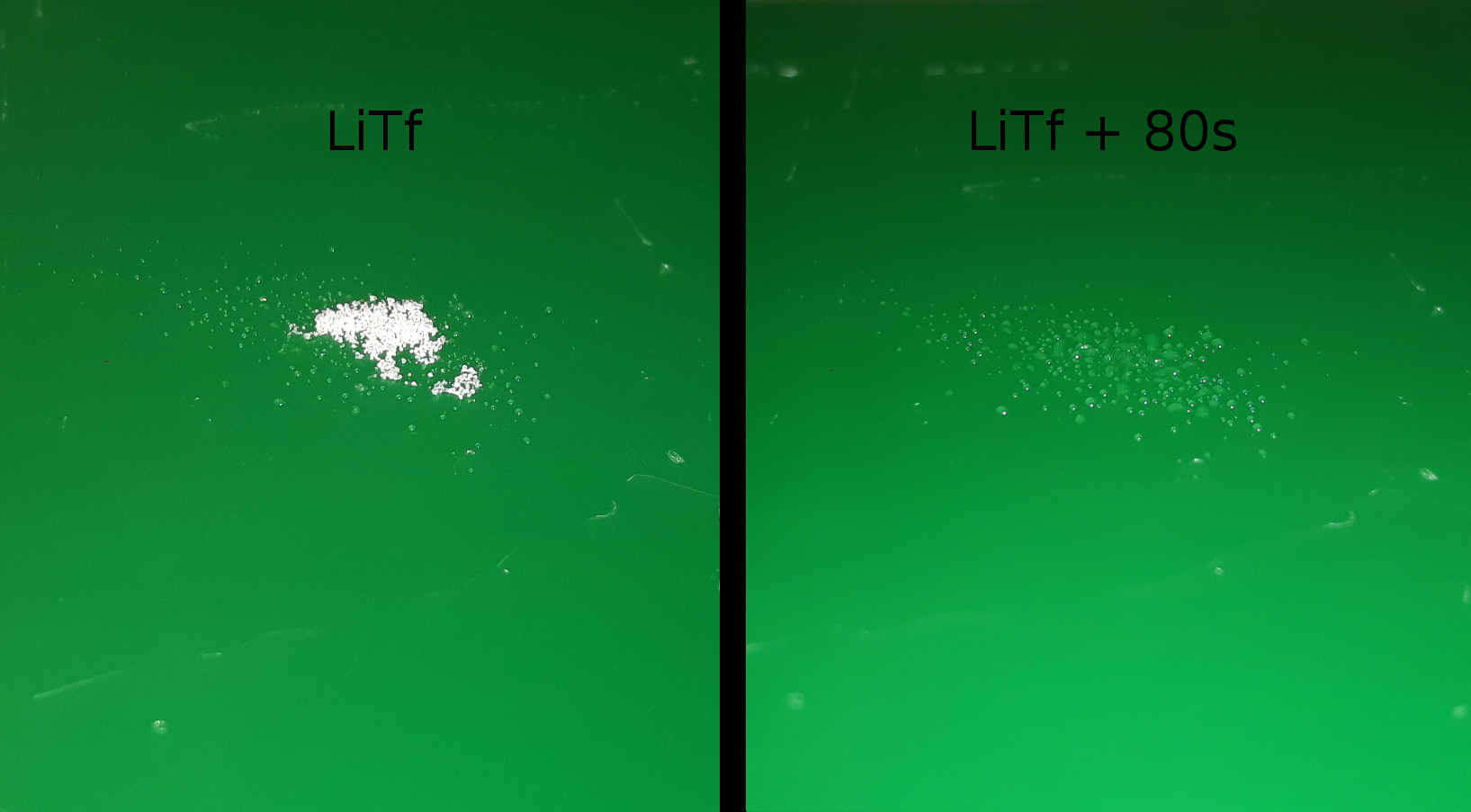
三氟甲磺酸鋰具有吸濕性，可從空氣中吸收水氣